# Internationaler Mathematikerkongress
Der Internationale Mathematikerkongress (englisch International Congress of Mathematicians, kurz ICM) ist der größte Kongress auf dem Gebiet der Mathematik. Er wird alle vier Jahre unter Schirmherrschaft der Internationalen Mathematischen Union (International Mathematical Union, kurz IMU) abgehalten.

## Geschichte
Der erste Kongress wurde 1897 an der Universität Zürich abgehalten und es nahmen rund 200 Mathematiker aus 16 Ländern teil, darunter vier Frauen.
Auf dem Kongress von 1900 stellte David Hilbert seine berühmte Liste von 23 offenen Problemen der Mathematik vor.
Aufgrund der Nachwirkungen des Ersten Weltkriegs waren auf den Kongressen in Straßburg 1920 und Toronto 1924 Mathematiker aus Deutschland, Österreich, Ungarn und Bulgarien ausgeschlossen. Schon in Toronto stellte die US-Delegation – unterstützt durch Schweden, Norwegen, Großbritannien, den Niederlanden, Italien und Dänemark – allerdings einen Antrag, dies zu überdenken, und die Restriktionen wurden für den Kongress 1928 in Bologna von dem neuen IMU-Präsidenten Salvatore Pincherle aufgehoben.
Der Kongress von 1998 in Berlin hatte 3346 Teilnehmer. Das Programm umfasste 21 einstündige Plenar-Vorlesungen, und 169 durch die Organisatoren ausgewählte Mathematiker hielten 45-minütige Vorlesungen im Kreise von Spezialisten ihres Fachgebiets. Zusätzlich konnte jeder Teilnehmer seine Arbeit mit einer kurzen 15-minütigen Präsentation oder einem Poster darstellen. Das Halten eines Plenarvortrags oder überhaupt als Gastredner (Invited Speaker) eingeladen zu sein, gilt als besondere Ehrung.
Auf dem Kongress werden mehrere Preise vergeben: seit 1936 die Fields-Medaille für herausragende Entdeckungen in der Mathematik, seit 1983 der Nevanlinna-Preis (ab 2022 IMU-Abakus-Medaille) für herausragende Arbeiten auf dem Gebiet der theoretischen Informatik, seit 2006 der Carl-Friedrich-Gauß-Preis für angewandte Mathematik und seit 2010 die Chern-Medaille für herausragende Lebenswerke in der Mathematik.

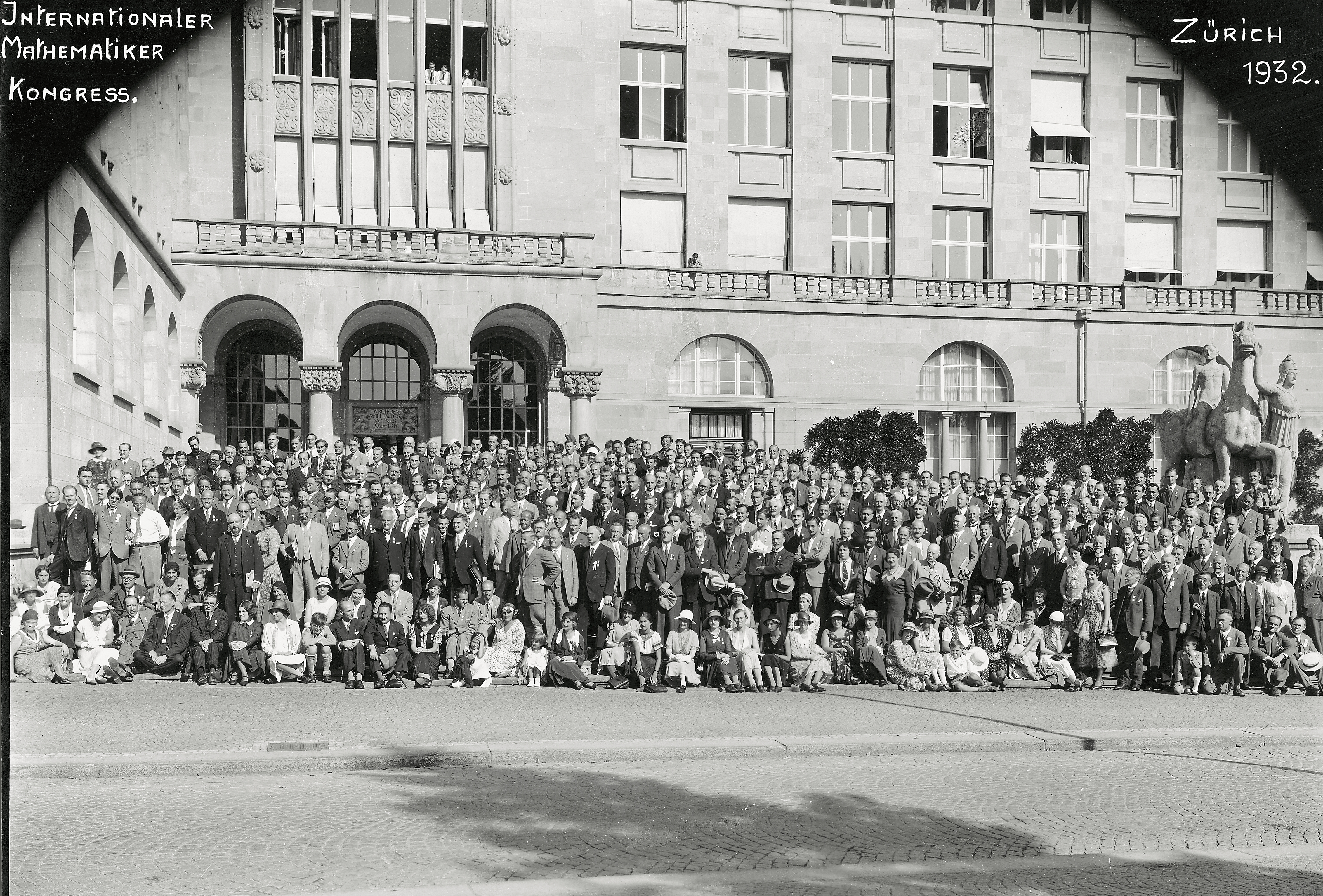
Teilnehmer mit Angehörigen am Internationalen Mathematikerkongress 1932 am Westeingang der Universität Zürich

## Liste der Kongresse

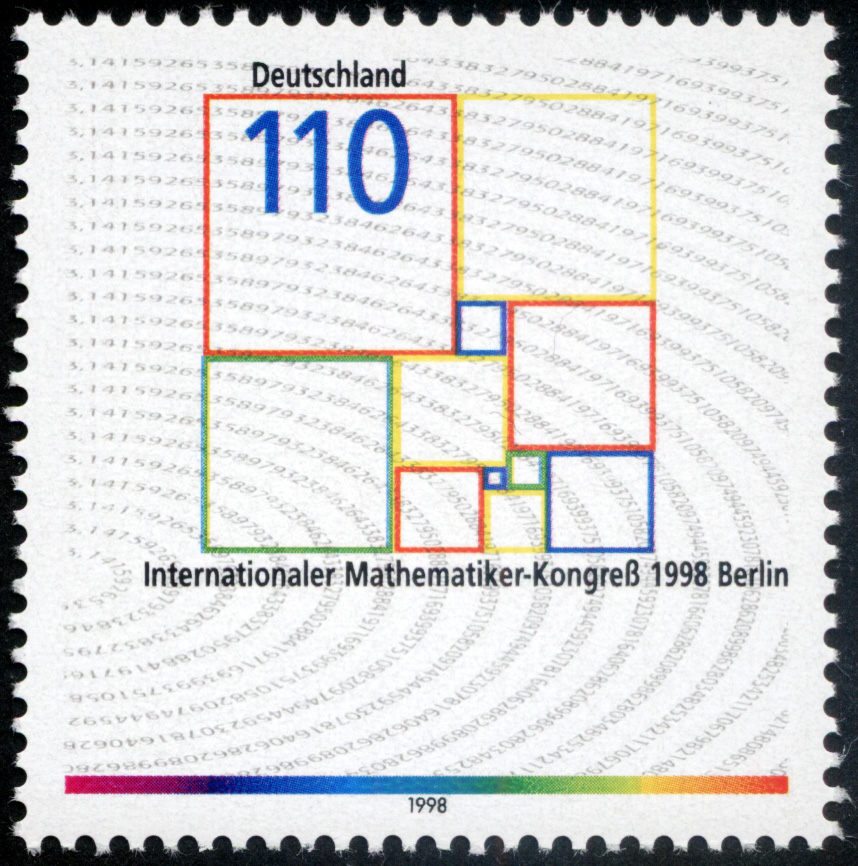
Deutsche Sonderbriefmarke von 1998 zum Kongress in Berlin

Vor diesen Kongressen kam der Internationale Mathematikkongress von 1893.
- 2026: Philadelphia, USA (Vorträge in New York City)
- 2022: Sankt Petersburg, Russland (wegen des russisch-ukrainischen Kriegs wurde dieser Kongress storniert und durch einen virtuell stattfindenden Kongress mit Eröffnungsveranstaltung in Helsinki ersetzt)
- 2018: Rio de Janeiro, Brasilien
- 2014: Seoul, Rep. Korea
- 2010: Hyderabad, Indien
- 2006: Madrid, Spanien
- 2002: Peking, VR China
- 1998: Berlin, Deutschland
- 1994: Zürich, Schweiz
- 1990: Kyōto, Japan
- 1986: Berkeley, USA
- 1982 (1983 abgehalten): Warschau, Polen
- 1978: Helsinki, Finnland
- 1974: Vancouver, Kanada
- 1970: Nizza, Frankreich
- 1966: Moskau, UdSSR
- 1962: Stockholm, Schweden
- 1958: Edinburgh, Großbritannien
- 1954: Amsterdam, Niederlande
- 1950: Cambridge, USA
- 1936: Oslo, Norwegen
- 1932: Zürich, Schweiz
- 1928: Bologna, Italien
- 1924: Toronto, Kanada
- 1920: Straßburg, Frankreich
- 1912: Cambridge, Großbritannien
- 1908: Rom, Italien
- 1904: Heidelberg, Deutschland
- 1900: Paris, Frankreich
- 1897: Zürich, Schweiz